# Magali Magail
Magali Magail est une ancienne joueuse française de volley-ball, désormais entraîneure, née le 24 février 1978 à Mulhouse, Haut-Rhin. Elle mesure 1,70 m et jouait libero. En mars 2014, elle a été nommée entraîneure de l'équipe de France féminine.
Lors de la rentrée 2019, elle s'inscrit à la formation de manager général de club sportif dispensée par le Centre de droit et d'économie du sport de Limoges.

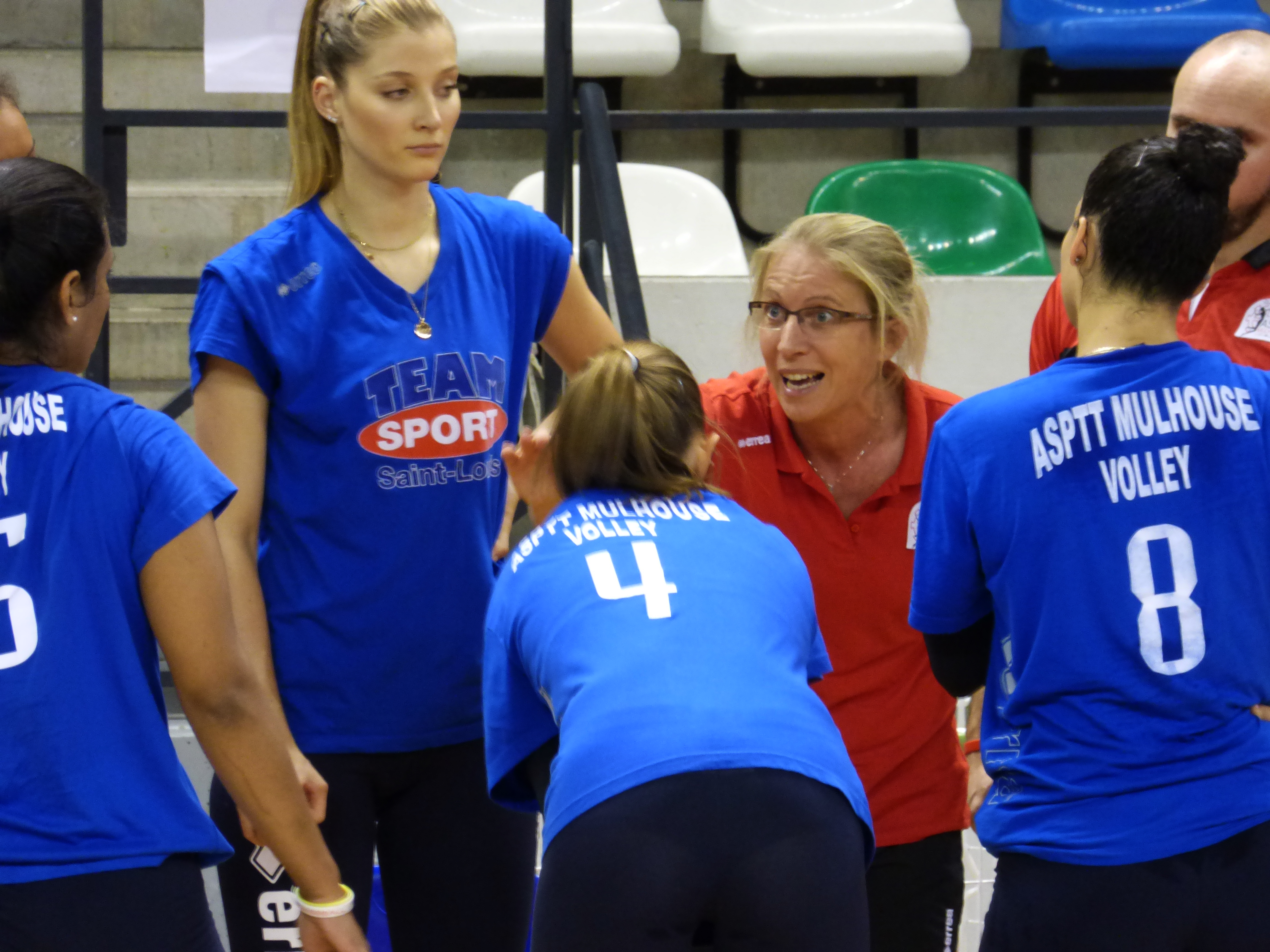
Magali Magail avec l'ASPTTM en octobre 2016 en sport.

## Joueuse
| Club           | De        | À         |
| -------------- | --------- | --------- |
| ASPTT Mulhouse | 1988-1989 | 2000-2001 |

## Entraîneure
| Club           | De        | À         |
| -------------- | --------- | --------- |
| ASPTT Mulhouse | 2005-2006 | 2018-2019 |
| France         | mars 2014 | ...       |

## Palmarès joueuse
- Championnat de France
  - Finaliste : 1998, 1999.
- Coupe de France 
  - Finaliste : 2000.
- Coupe de la CEV
  - Troisième : 1998.

## Palmarès entraîneure
- Championnat de France
  - Finaliste : 2007, 2008, 2009, 2010, 2011, 2012.
  - Champion de France : 2017.
- Coupe de France
  - Finaliste : 2009, 2010, 2012.

## Décorations
- Chevalier de l'ordre national du Mérite Décret du 31 décembre 2020[3]